# Cadwallon ap Cadfan
Cadwallon ap Cadfan (Mort el 634) fou rei de Gwynedd des del 625 fins a la seva mort en batalla. La seva gesta principal va ser liderar un exèrcit de britans i gal·lesos que va envair i conquerir Northúmbria, derrotant i matant el seu rei, Edwin.

## Història
Poc ens ha arribat del regnat de Cadwallon o de la seva vida. La font primària d'informació que tenim sobre ell és la Historia ecclesiastica gentis Anglorum de l'historiador anglosaxó Beda, qui el deixa força malparat en la seva obra. 
El seu regnat es va veure afectat per les ambicions d'Edwin, rei de Northúmbria. Beda, que va escriure la seva obra gairebé un segle després de la mort de Cadwallon, descriu Edwin com el rei més poderós de Gran Bretanya. Edwin va conquerir el Regne d'Elmet (què és ara Yorkshire occidental) i va expulsar el seu rei, Cerdic. Això li va obrir les portes al Mar d'Irlanda, l'Illa de Man i Anglesey Els Annales Cambriae diuen que Cadwallon va ser assetjat per Edwin a Glannauc, una petita illa d'Anglesey, el 629. Les Triades Gal·leses retraten Cadwallon com el dirigent heroic que es va enfrontar a Edwin. Parlen d'una batalla a Digoll (Muntanya Llarga) i esmenten que Cadwallon va passar cert temps a Irlanda abans de retornar a Gran Bretanya per derrotar Edwin.
Segons l'obra de Geoffrey de Monmouth Història dels Reis de Gran Bretanya (que inclou una biografia força extensa de Cadwallon però és en gran part llegendària) Cadwallon va anar primer a Irlanda i llavors a l'illa de Guernsey. D'allà, segons Geoffrey, Cadwallon va dirigir un exèrcit a Dumnònia, on va trobar i derrotat el Mercians i va forçar el seu rei, Penda, a una aliança. Geoffrey també informa que Cadwallon es va casar amb una mig-germana de Penda. Tanmateix, aquesta història no és contrastada i els historiadors aconsellen que es tracti amb precaució.
En qualsevol cas, Penda i Cadwallon es van aliar i van declarar la guerra contra Northúmbria. Es va lliurar una gran batalla a Hatfield el 12 d'octubre de 633 en la que Edwin i el seu fill Osfrith foren derrotats i morts. Després d'això, el Regne de Northúmbria va caure en la consfusió i es va dividir entre el seu sub-regnes de Deira i Bernicia, però la guerra va continuar: segons la Crònica anglosaxona, "Cadwallon i Penda van anar per la terra sencera de Northumbria". Beda diu que Cadwallon va ser assetjat pel nou rei de Deira, Osric, "en una ciutat forta"; Cadwallon, tanmateix, "va organitzar una sortida per sorpresa amb totes les seves forces i va destruir [Osric] i tot el seu exèrcit."
Després d' això, i sempre segons Beda, Cadwallon va governar sobre les "províncies de Northumbria" durant un any, "però no com un rei victoriós, sinó com un tirà sedent de sang." A més, Beda ens diu que Cadwallon, "encara que es presentava com un Cristià, era tan bàrbar en el seu tarannà i comportament, que no respectava les dones ni l'edat innocent dels nens, i amb crueltat salvatge els donava mort, saquejant tot el país, resolt a anorrear tota la raça anglesa dins de les fronteres de Gran Bretanya." Beda és extremadament negatiu retratant Cadwallon com un tirà genocida però els historiadors aconsellen no prendre la seva descripció al peu de la lletra. L'aliança de Cadwallon amb l'anglosaxó Penda soscava l'asserció que Cadwallon intentava exterminar els anglesos. A més, el fet que Cædwalla, rei de Wessex una generació després de la mort de Cadwallon, prengués un nom que deriva directament del britànic Cadwallon suggereix que la seva reputació no era tan pobra entre els Saxons de Wessex com o va ser a Northumbria.
El nou rei de Bernicia, Eanfrith, també fou mort per Cadwallon quan intentava negociar la pau. Tanmateix, la sort de Cadwallon va acabar en ser derrotat per un exèrcit comandat pel germà d'Eanfrith, Osvald, a la batalla de Heavenfield, "encara que tenia forces més nombroses, de les que presumia que res ni ningú podria aturar", Cadwallon fou mort en un lloc anomenat "Denis's-brook".